# العلاقات الأرمينية النيكاراغوية
العلاقات الأرمينية النيكاراغوية هي العلاقات الثنائية التي تجمع بين أرمينيا ونيكاراغوا.

## مقارنة بين البلدين
هذه مقارنة عامة ومرجعية للدولتين:
| وجه المقارنة                                              | أرمينيا                    | نيكاراغوا        |
| --------------------------------------------------------- | -------------------------- | ---------------- |
| المساحة (كم2)                                             | 29.74 ألف                  | 130.38 ألف       |
| عدد السكان (نسمة)                                         | 2.93 مليون                 | 6.22 مليون       |
| الكثافة السكانية (ن./كم²)                                 | 98.52                      | 47.71            |
| العاصمة                                                   | يريفان                     | ماناغوا          |
| اللغة الرسمية                                             | لغة أرمنية                 | اللغة الإسبانية  |
| العملة                                                    | درام أرميني                | كوردبا نيكاراغوا |
| الناتج المحلي الإجمالي (بليون دولار)                      | 11.54 مليار                | 13.81 مليار      |
| الناتج المحلي الإجمالي (تعادل القوة الشرائية) بليون دولار | 25.41 مليار                | 31.63 مليار      |
| الناتج المحلي الإجمالي الاسمي للفرد دولار أمريكي          | 3.49 ألف                   | 2.09 ألف         |
| الناتج المحلي الإجمالي للفرد دولار أمريكي                 | 8.07 ألف                   | 4.92 ألف         |
| مؤشر التنمية البشرية                                      | 0.743                      | 0.631            |
| رمز المكالمات الدولي                                      | +374                       | +505             |
| رمز الإنترنت                                              | .am، .հայ ‏                 | .ni              |
| المنطقة الزمنية                                           | ت ع م+04:00، توقيت أرمينيا | 00               |

## منظمات دولية مشتركة
يشترك البلدان في عضوية مجموعة من المنظمات الدولية، منها:
| علم المنظمة | اسم المنظمة                               | تاريخ انضمام أرمينيا | تاريخ انضمام نيكاراغوا |
| ----------- | ----------------------------------------- | -------------------- | ---------------------- |
|             | مؤسسة التنمية الدولية                     | 25 أغسطس 1993        | 30 ديسمبر 1960         |
|             | يونسكو                                    | 9 يونيو 1992         | 22 فبراير 1952         |
|             | وكالة ضمان الاستثمار متعدد الأطراف        | 5 ديسمبر 1995        | 12 يونيو 1992          |
|             | الأمم المتحدة                             | 2 مارس 1992          | 24 أكتوبر 1945         |
|             | الاتحاد البريدي العالمي                   | ?                    | ?                      |
|             | البنك الدولي للإنشاء والتعمير             | 16 سبتمبر 1992       | 14 مارس 1946           |
|             | الاتحاد الدولي للاتصالات                  | 30 يونيو 1992        | 12 مايو 1926           |
|             | منظمة حظر الأسلحة الكيميائية              | ?                    | ?                      |
|             | مؤسسة التمويل الدولية                     | 18 أبريل 1995        | 20 يوليو 1956          |
|             | المركز الدولي لتسوية المنازعات الاستشارية | 16 أكتوبر 1992       | 19 أبريل 1995          |
|             | منظمة التجارة العالمية                    | 5 فبراير 2003        | ?                      |
|             | منظمة الشرطة الجنائية الدولية             | ?                    | ?                      |

## وصلات خارجية
- موقع وزارة الخارجية الأرمينية
- موقع وزارة الخارجية النيكاراغوية